# Tomislav Butina
Tomislav Butina (* 30. März 1974 in Zagreb, SR Kroatien, SFR Jugoslawien) ist ein ehemaliger kroatischer Fußballspieler.
Der Torwart begann seine Karriere 1982 bei Radnik Velika Gorica, für den er eine Saison lang spielte. Sein nächstes Team war Dinamo Zagreb, für den er von 1983 bis 1994 das Tor hütete. Danach folgte jeweils eine Saison bei Karlovac, Samobor und Slaven Belupo, bevor er 1997 wieder zu Dinamo Zagreb zurückkehrte.
Der Publikumsliebling wechselte 2003 nach Belgien zum FC Brügge. Nach drei Jahren unterschrieb er in der Saison 2006/2007 einen Vertrag beim griechischen Verein Olympiakos Piräus.
Butina, ein ausgesprochener Elfmetertöter, gehörte bei der WM 2002 und der EURO 2004 zum kroatischen Team.
Auch 2006 zählte Butina zum WM-Aufgebot. Da er verletzungsbedingt nicht richtig fit wurde, kam jedoch während der WM Stipe Pletikosa zum Einsatz.
In der Hinrunde der Saison 2010/11 bestritt er noch ein Spiel für Dinamo Zagreb und beendete seine aktive Karriere noch in derselben Spielzeit.